# Securiops
Securiops is een geslacht van haften (Ephemeroptera) uit de familie Baetidae.

## Soorten
Het geslacht Securiops omvat de volgende soorten:
- Securiops macafertiorum
- Securiops mandrare
- Securiops megapalpus
- Securiops mutadens